# 福の音
『福の音』（ふくのおと）は、福山雅治のデビュー25周年を記念して2015年12月23日にリリースされたベスト・アルバム。制作はユニバーサルJ。発売・販売元はユニバーサルミュージック。

## 解説
『THE BEST BANG!!』からおよそ5年ぶりのベストアルバムとなる今作は、3枚組の作品で全46曲を収録。収録曲は発売順と逆に収録され、一部のシングル曲は過去に発売されたオリジナル・アルバムやベスト・アルバムに収録されたリマスタリングやリミックスが施された音源で収録されている。
発売形態は、完全初回生産限定盤・通常盤の2タイプで発売され、完全初回生産限定盤には、ミュージッククリップを初Blu-ray化した「Music Clip Collection」（全20曲収録）と、「オリジナルデザインスペシャルタオル」が付属のほか、通常盤とは別デザインの特製三方背ケース仕様となっている（通常盤は初回プレス分のみ、特製三方背ケース仕様）。

## 収録曲

### Reel.1
1. I am a HERO
（作詞・作曲：福山雅治　編曲：福山雅治、井上鑑）
31stシングル。日本テレビ系ドラマ『花咲舞が黙ってない』（第2シリーズ）主題歌。アルバム初収録。
2. 何度でも花が咲くように私を生きよう
（作詞・作曲：福山雅治　編曲：福山雅治、井上鑑）
配信限定シングル。資生堂「TSUBAKI」CMソング。アルバム初収録。
3. クスノキ
（作詞・作曲：福山雅治　編曲：福山雅治、井上鑑）
11thアルバム『HUMAN』収録曲。
4. Prelude
（作曲：福山雅治　編曲：福山雅治、井上鑑）
11thアルバム『HUMAN』収録曲。インストゥルメンタル曲。
5. HUMAN
（作詞・作曲：福山雅治　編曲：福山雅治、井上鑑）
11thアルバム『HUMAN』収録曲。前曲とサウンド上では繋がっている。アサヒ「スーパードライ」CMソング。
6. 暁
（作詞・作曲：福山雅治　編曲：福山雅治、井上鑑）
11thアルバム『HUMAN』収録曲。アサヒスーパードライ「ドライプレミアム」CMソング。TBS系・テレビ未来遺産『ORANGE 〜1.17 命懸けで闘った消防士の魂の物語〜』主題歌。
7. Get the groove
（作詞・作曲：福山雅治　編曲：福山雅治、井上鑑）
30thシングル「誕生日には真白な百合を／Get the groove」の2曲目。アサヒ「スーパードライ」CMソング。
8. 誕生日には真白な百合を
（作詞・作曲：福山雅治　編曲：福山雅治、井上鑑）
30thシングル「誕生日には真白な百合を／Get the groove」の1曲目。TBS系ドラマ『とんび』主題歌。
9. GAME
（作詞・作曲：福山雅治　編曲：福山雅治、井上鑑）
29thシングル「Beautiful life／GAME」の2曲目。テレビ朝日系ロンドンオリンピック・ソチオリンピック放送テーマソング。
10. Beautiful life
（作詞・作曲：福山雅治　編曲：福山雅治、井上鑑）
29thシングル「Beautiful life／GAME」の1曲目。P&G・マックスファクター「SK-II」CMソング。
11. 生きてる生きてく
（作詞・作曲：福山雅治　編曲：福山雅治、井上鑑）
28thシングル。東宝系映画『ドラえもん のび太と奇跡の島 〜アニマル アドベンチャー〜』主題歌。
12. 家族になろうよ
（作詞・作曲：福山雅治　編曲：福山雅治、井上鑑）
27thシングル「家族になろうよ／fighting pose」の1曲目。リクルート結婚情報誌「ゼクシィ」CMソング。テレビ東京系『家族になろう（よ）』イメージソング。
13. fighting pose
（作詞・作曲：福山雅治　編曲：福山雅治、井上鑑）
27thシングル「家族になろうよ／fighting pose」の2曲目。WOWOW開局記念イメージソング。
14. vs.2013 〜知覚と快楽の螺旋〜
（作曲：福山雅治　編曲：福山雅治、井上鑑）
スペシャルアルバム『Galileo+』収録曲。インストゥルメンタル曲。フジテレビ系ドラマ『ガリレオ』（2013年版）・土曜プレミアム『ガリレオ XX（ダブルエックス） 内海薫 最後の事件 愚弄ぶ（もてあそぶ）』テーマ曲。映画『真夏の方程式』エンディングテーマ。
15. 蛍
（作詞・作曲：福山雅治　編曲：福山雅治、井上鑑）
26thシングル「蛍／少年」の1曲目。日本テレビ系ドラマ『美丘-君がいた日々-』主題歌。
16. 少年
（作詞・作曲：福山雅治　編曲：福山雅治、井上鑑）
26thシングル「蛍／少年」の2曲目。東芝「LED REGZA」CMソング。
17. 破曉 (Bonus track)
（作詞・作曲：福山雅治　中国語詞：潘協慶　編曲：福山雅治、井上鑑）
11thアルバム『HUMAN』収録曲である「暁」の中国語バージョン。CD初収録。FTVドラマ『你照亮我星球（You Light Up My Star/邦題：わたしのスイート・スター）』主題歌。

### Reel.2
1. Revolution//Evolution
（作曲：福山雅治　編曲：福山雅治、井上鑑）
26thシングル「蛍／少年」のカップリング曲。インストゥルメンタル曲。アサヒ「スーパードライ」CMソング。
2. はつ恋
（作詞・作曲：福山雅治　編曲：福山雅治、井上鑑）
25thシングル。東芝「LED REGZA」CMソング。
3. 18 〜eighteen〜
（作詞・作曲：福山雅治　編曲：福山雅治、井上鑑）
10thアルバム『残響』収録曲。
4. ながれ星
（作詞・作曲：福山雅治　編曲：福山雅治、井上鑑）
10thアルバム『残響』収録曲。
5. 幸福論
（作詞・作曲：福山雅治　編曲：福山雅治、井上鑑）
10thアルバム『残響』収録曲。
6. 最愛
（作詞・作曲：福山雅治　編曲：福山雅治、井上鑑）
10thアルバム『残響』収録曲。KOH+の楽曲「最愛」のセルフカバー。東芝液晶テレビ「REGZA」CMソング。
7. KISSして
（作詞・作曲：福山雅治　編曲：福山雅治、井上鑑）
24thシングル「化身」のカップリング曲。KOH+の楽曲「KISSして」のセルフカバー。
8. 化身
（作詞・作曲：福山雅治　編曲：福山雅治、井上鑑）
24thシングル。フジテレビ系ドラマ『魔女裁判』主題歌。
9. 道標
（作詞・作曲：福山雅治　編曲：福山雅治、井上鑑）
24thシングル「化身」のカップリング曲。日本テレビ系『NEWS ZERO』エンディングテーマ。
10. 明日の☆SHOW
（作詞・作曲：福山雅治　編曲：福山雅治、井上鑑）
23rdシングル「想 -new love new world-」のカップリング曲。キリンビバレッジ「FIRE」CMソング。
11. 想 -new love new world-
（作詞・作曲：福山雅治　編曲：福山雅治、井上鑑）
23rdシングル。東芝「REGZA」・ハイビジョンレコーダー「VARDIA」CMソング。
12. 東京にもあったんだ
（作詞・作曲・編曲：福山雅治　弦編曲：服部隆之）
22ndシングル「東京にもあったんだ／無敵のキミ」の1曲目。松竹系映画『東京タワー 〜オカンとボクと、時々、オトン〜』主題歌。
13. BEAUTIFUL DAY
（作詞・作曲・編曲：福山雅治）
9thアルバム『5年モノ』収録曲。明治製菓「キシリッシュ」CMソング。
14. milk tea
（作詞・作曲：福山雅治　編曲：福山雅治、井上鑑）
21stシングル「milk tea／美しき花」の1曲目。TBS系『恋するハニカミ!』テーマソング。
15. あの夏も 海も 空も
（作詞・作曲：福山雅治　編曲：井上鑑）
21stシングル「milk tea／美しき花」のカップリング曲。サントリー「新ダイエット＜生＞」CMソング。

### Reel.3
1. 東京
（作詞・作曲：福山雅治　編曲：福山雅治、井上鑑）
20thシングル。フジテレビ系ドラマ『スローダンス』主題歌。
2. 虹
（作詞・作曲・編曲：福山雅治）
18thシングル「虹／ひまわり／それがすべてさ」の1曲目。フジテレビ系ドラマ『WATER BOYS』主題歌。
3. ひまわり
（作詞・作曲：福山雅治　編曲：井上鑑）
18thシングル「虹／ひまわり／それがすべてさ」の2曲目。前川清へ提供した曲のセルフカバー。日本郵政公社「簡易保険」CMソング。アサヒスーパードライ「ドライプレミアム」CMソング（2013年）。
4. それがすべてさ
（作詞・作曲：福山雅治　編曲：井上鑑）
18thシングル「虹／ひまわり／それがすべてさ」の3曲目。大塚製薬「ポカリスエット」CMソング。
5. Gang★
（作詞・作曲：福山雅治　編曲：富田素弘）
17thシングル。WOWOW スプリングキャンペーンソング。
6. HEY!
（作詞・作曲：福山雅治　編曲：佐橋佳幸）
16thシングル。テレビ朝日系シドニーオリンピックテーマソング。東芝「Dynabook」CMソング。
7. 桜坂
（作詞・作曲：福山雅治　編曲：富田素弘）
15thシングル。TBS系『ウンナンのホントコ! 未来日記V』テーマソング。
8. HELLO
（作詞・作曲：福山雅治　編曲：佐橋佳幸）
10thシングル。フジテレビ系ドラマ『最高の片想い』主題歌。
9. IT'S ONLY LOVE
（作詞・作曲：福山雅治　編曲：斎藤誠）
9thシングル「IT'S ONLY LOVE／SORRY BABY」の1曲目。ダイドードリンコ「ダイドーブレンドコーヒー」CMソング。
10. Squall (「WE' RE BROS.TOUR 2014 in ASIA」LIVE音源)
（作詞・作曲：福山雅治　編曲：福山雅治、井上鑑）
14thシングル「HEAVEN／Squall」の2曲目のライブ音源。松本英子へ提供した「Squall」のセルフカバー。
11. 恋人 (「WE' RE BROS.TOUR 2014 in ASIA」LIVE音源)
（作詞・作曲：福山雅治　編曲：福山雅治、井上鑑）
8thシングル「All My Loving／恋人」の2曲目のライブ音源。
12. Good night (「福山☆冬の大感謝祭 其の十二」LIVE音源)
（作詞・作曲・編曲：福山雅治）
5thシングルのライブ音源。
13. Good Luck (「福山☆冬の大感謝祭 其の十四  男の、男による、男のための聖夜にして野郎夜!!」LIVE音源)
（作詞・作曲・編曲：福山雅治）
5thアルバム『Calling』収録曲のライブ音源。
14. 追憶の雨の中 (「福山☆冬の大感謝祭 其の十四  男の、男による、男のための聖夜にして野郎夜!!」LIVE音源)
（作詞・作曲：福山雅治　補作曲：佐野日出夫　編曲：福山雅治、井上鑑）
1stシングルのライブ音源。

### Music Clip Collection Blu-ray（完全初回生産限定盤のみ）
1. I am a HERO
監督はARATA。
2. ステージの魔物
監督はSHODA YUKIHIRO。
アサヒスーパードライ「8000人の乾杯2015篇」CM撮影会時に収録。
3. HUMAN
監督は関和亮。
4. 誕生日には真白な百合を
監督はフカツマサカズ。
5. Get the groove
監督は中村哲平。
6. Beautiful life
7. GAME
監督は永石勝。
8. 生きてる生きてく
監督は小松真弓。
9. 家族になろうよ
監督は小松真弓。
10. fighting pose
監督は牧鉄馬。
11. 蛍
監督は箭内道彦。
12. はつ恋
監督は小松真弓。
13. 化身
監督は黒田秀樹。
14. 想 -new love new world-
監督は井口弘一。
15. 東京にもあったんだ
監督は安健一郎。
16. milk tea
17. 東京
監督は黒田秀樹。
18. 虹
19. ひまわり
20. 桜坂